# レネゲイド・サウンドウェイヴ
レネゲイド・サウンドウェイヴ（Renegade Soundwave）とは、イギリスのテクノ・グループである。1986年にロンドンで結成。初期メンバーはゲイリー・アスギス、ダニー・ブリオテット、カール・ボニーの3人組であった。1980年代後半から1990年代前半にかけて活躍した。
1987年にレーベル「Rhythm King」からデビュー。当時流行していたダンス・ミュージックや（アメリカ東海岸の）ヒップホップ、ノイズなどを混ぜ合わせた音楽であった。1990年にシングル「Probably a Robbery」が全英シングルチャート38位を記録した。
1989年にミュート・レコードに移籍する。1990年にアルバム2枚を発表後、ボニーが音楽性の違いで脱退し、ソロになる。残ったアスギスとブリオテットで引き続き活動し、さらに2枚のアルバムを発表した後、1995年に解散。

## その他
このバンドはリミックスを担当することがあった。リミックスしたアーティスト（バンド）はポップ・ウィル・イート・イットセルフ、ニッツァー・エブ、ゲイリー・ニューマン、シェイメン、デペッシュ・モードなど。また、日本のSOFT BALLETのリミックス集『ALTER EGO』にも参加している。

## メンバー
- ゲイリー・アスギス (Gary Asquith)
- ダニー・ブリオテット (Danny Briottet)
- カール・ボニー (Carl Bonnie)

## ディスコグラフィ

### スタジオ・アルバム
- 『サウンドクラッシュ』 - Soundclash (1990年、Mute)
- 『イン・ダブ』 - In Dub (1990年、Mute)
- 『ハウユードゥーイン?』 - Howyoudoin? (1994年、Mute)
- 『ザ・ネクスト・チャプター・オブ・ダブ』 - The Next Chapter of Dub (1995年、Mute)

### コンピレーション・アルバム
- 『RSW 1987-1995』 - RSW 1987-1995 (1996年、Mute)[1]

### シングル
- "Kray Twins" (1986年)
- "Cocaine Sex" (1987年)
- "Biting My Nails" (1988年)
- "Probably a Robbery" (1989年)
- "Space Gladiator" / "The Phantom" (1989年)
- "Thunder II" (1990年)
- "Women Respond to Bass" (1992年)
- "Renegade Soundwave" (1994年)
- "Brixton" (1995年)
- "Positive ID" (1995年)
- "Positive Dub Mixes" (1995年)

### リミックス
- ベース・オ・マティック - "Ease On By" (Claudia Canniggia Mix) (1990年)
- ダブル・トラブル - "Celebrate" (Renegade Soundwave Mix) (1990年)
- ダブル・トラブル - "Celebrate" (Renegade Soundwave Dub Mix) (1990年)
- ポップ・ウィル・イート・イットセルフ - "Touched By The Hand Of Cicciolina" (The Renegade Soundwave Mix (Smoothneck)) (1990年)
- ニッツァー・エブ - "Lightning Man" (Renegade Soundwave Mix) (1990年)
- ベース・オ・マティック - "Fascinating Rhythm" (Claudio Caniggia Mix) (1991年)
- シェイメン - "Light Span" (Soundwave) (1991年)
- デペッシュ・モード - "I Feel You" (Renegade Soundwave Afghan Surgery Mix) (1993年)
- ゲイリー・ニューマン - "Are 'Friends' Electric?" (The Renegade Soundwave 1991 Mix) (1991年)
- SOFT BALLET - "America" (Remixed by Renegade Soundwave) (1992年)

### 映像作品
- 『イン・ビデオ』 - In Video (1991年、Mute Film) ※VHS。ビデオクリップ集